# Steffi Mercie
Steffi Mercie (24 december 2002) is een Belgische socialmediapersoonlijkheid. Ze verwierf bekendheid door filmpjes over zichzelf te posten op de socialemedia-app TikTok.

## Carrière
Nadat ze bekendheid had verworven met haar account op TikTok, was Mercie in 2019 voor het eerst op het televisiescherm te zien in Wakandy, een serie gericht op kinderen. Later dat jaar kreeg ze een rol in de televisieserie Vloglab. Hierin speelt ze een fictieve versie van zichzelf naast andere bekende tiktokkers. Mercie lanceerde in 2020 haar eigen kledinglijn #NeverGiveUp.
In 2021 werd ze gecast voor de rol van Angel in de film Bittersweet Sixteen, die werd geregisseerd door Jan Verheyen samen met zijn dochter, Anna Verheyen. Ook deed ze in hetzelfde jaar mee aan het televisieprogramma The Social House.
In 2022 speelde ze de rol van Cleo spelen in de Vlaamse horrorfilm FOMO.
Mercie werd in 2023 een sanctie opgelegd door het Vlaamse Regulator voor de Media voor het niet voldoende herkenbaar maken van commerciële communicatie in haar video's.
In 2024 had ze een rol in de telenovelle Milo als Emily Duchateau.

## Privé
Steffi Mercie en Gerben Tuerlinckx verschenen op VTM met hun programma "Steffi&Gerben de leven". De twee influencers bouwden daar een hechte relatie op en zijn later gaan samenwonen.